# كيلي كولمان
كيلي كولمان (21 سبتمبر 1938 في الولايات المتحدة - 16 يونيو 2019) (بالإنجليزية: Kelly Coleman)‏ هو لاعب كرة سلة أمريكي في مركز هجوم خلفي.

## وصلات خارجية
- كيلي كولمان على موقع سبورتس رفرنس (الإنجليزية)
- كيلي كولمان على موقع ريلجم (الإنجليزية)